# Mi cielo de Andalucía
Mi cielo de Andalucía es una película de Argentina en blanco y negro dirigida por Ricardo Urgoiti según el guion de Salvador Valverde Calvo, Agustín Remón y Manuel Somovilla que se estrenó el 19 de mayo de 1942 y que tuvo como protagonistas a Angelillo, Trini Morén y Enrique Álvarez Diosdado.

## Sinopsis
Los padres de un estudiante creen que su hijo aprobó el examen final a raíz de un telegrama pero no es cierto.

## Producción
Ricardo Urgoiti (26 de julio de 1900 - 14 de septiembre de 1979) fue un empresario de la comunicación español y el primer director de Unión Radio. También se dedicó a la actividad empresarial vinculada al cine, por lo cual a iniciativa de Buñuel crearon entre los dos una compañía productora con el nombre de Filmófono que venía usando Urgoiti. La nueva empresa produjo cuatro películas entre 1935 y 1936, entre ellas La hija de Juan Simón y Centinela alerta, ambas con la actuación de Angelillo, y suspendió las actividades por la Guerra Civil Española.
A mediados de 1937 Urgoiti abandona España instalándose primero en Francia y posteriormente en Argentina, donde se encuentra con Angelillo, también escapado de España al estallar la guerra civil, quien actúa en el filme La canción que tú cantabas (1939), y es después el protagonista principal de Mi cielo de Andalucía dirigido por Urgoiti. A partir de allí Urgoiti no vuelve a producir ninguna película más, alejándose definitivamente del mundo del cine y regresa a su país en 1943.

## Reparto
- Angelillo
- Trini Morén
- Enrique Álvarez Diosdado
- Antonia Calderón
- José Capilla
- Natividad Ríos
- Amparo Astort
- Pablo Cumo

## Comentarios
La crónica de La Nación dijo que era un repertorio de canciones y que el director se mostraba muy apegado a las antiguas fórmulas del teatro. Por su parte King en El Mundo escribió que:

"Excepción hecha de algunos enfoques fotográficos que acusan inquietud, lo demás sigue deliberadamente una línea simple.